# Relación de Sendero Luminoso y el MRTA con el narcotráfico durante la época de terrorismo en el Perú
Durante la época del terrorismo en el Perú, tanto Sendero Luminoso y el Movimiento Revolucionario Túpac Amaru (MRTA) tuvieron nexos con organizaciones dedicadas al narcotráfico participando de diversas formas en dicha actividad ilícita con el objetivo de obtener control territorial y financiamiento para la realización de acciones subversivas.

## Operaciones en el Huallaga

### Incursiones iniciales y despliegue senderista
El inicio de las operaciones de Sendero Luminoso en el Alto Huallaga es incierto. Una versión, la más relatada por los pobladores de Aucayacu, da como inicio la respuesta de los cocaleros a los operativos antinarcóticos Verde Mar I y II, lo que motivó que un grupo de cocaleros buscaran a Sendero Luminoso para defenderlos del accionar estatal. Según esta versión, tras el contacto con los senderistas éstos se dirigieron a la zona iniciando el trabajo político y tomando la línea de la "defensa de la coca" incorporándose, de forma clandestina, a las organizaciones de la zona e incentivando a los campesinos a la realización de acciones violentas en las marchas. La otra versión, señala que, debido a las acciones desproporcionadas de la Policía de Investigaciones y la Guardia Civil, cuatro hijos de una familia influyente se unieron a las filas senderistas llegando a ser parte del Ejército Guerrillero Popular, brazo armado de Sendero Luminoso. Una variante de esta versión indica que "Leónidas", uno de los hermanos, era estudiante de la Universidad Nacional San Cristóbal de Huamanga desde donde se incorporó al grupo liderado por Abimael Guzmán en dicha universidad. Al saber de los abusos en su propiedad, ubicada al norte de Aucayacu, regresó junto a "Gabriel", "Richard" (o "Manco") y "Artemio". A pesar de las diversas versiones, para 1981, tanto para los pobladores de Aucayacu como para las autoridades municipales, la huelga cocalera de ese año tenía la presencia senderista. Para 1982, grupos senderistas fueron vistos en el margen izquierdo del Río Huallaga realizando actividades políticas e incentivando a los pobladores en la necesidad del accionar armado en contra de la huelga pacífica para reivindicar la hoja de coca. Además, el surgimiento del Ramal de Aspuzana, como centro abierto de la droga, hizo que las relaciones entre los senderistas y narcotraficantes importantes empezaran a florecer debido a que en dicha zona operaban empresarios, entre ellos colombianos, se realizaba una importante actividad comercial con el uso predominante del dólar y existían aeropuertos clandestinos para el embarque de la droga. De esta forma, la relación entre senderistas y narcotraficantes se dio por el control de las pistas de aterrizaje a cambio del cobro de un cupo y la protección que los senderistas les brindaban ante los diversos operativos antinarcóticos. Entre 1983 y 1985, los senderistas llegaron a instalar sus propias autoridades en la mayoría de los caseríos de la zona teniendo una presencia abierta en las comunidades ubicadas a la derecha de la Carretera Marginal y de la margen izquierda del Río Huallaga organizando "comités populares" que controlaban el cultivo de la hoja de coca, regulaban la compra-venta de pasta básica de cocaína (PBC) y resguardaban los aeropuertos clandestinos. Para mediados de la década de 1980, la expansión de Sendero Luminoso se dirigió a la zona más importante de la droga, que incluía Uchiza, Paraíso y Tocache. En un primer momento, los senderistas entraron de forma clandestina a Paraíso, luego de forma abierta con una incursión armada que tomó el control del lugar. En dicho lugar, un enclave estratégico para narcotraficantes sin presencia de las fuerzas armadas, los jefes narcotraficantes (Braulio Tafur, Antonio Ríos y Marcelo Ramírez) aceptaron las reglas de los senderistas siendo Ramírez, alias "Machi", con quien se estableció una relación más fluida. De esta forma, los pobladores del lugar trabajaron tanto para los narcotraficantes como para los senderistas, incluyendo la organización de Catalino Escalante, de Uchiza. Tras la toma de Paraíso, se procedió con la entrada de los campos de Uchiza, Nuevo Progreso y Tocache. Ante dicho avance, los líderes narcotraficantes de dichas zonas, que operaban con sus sicarios, se replegaron del campo a zonas urbanas ante el temor que los agricultores informaran sobre ellos ante los "comités populares". Para 1985, el Comité Regional del Huallaga se había convertido en el comité más importante de Sendero Luminoso debido al cobro de cupos y el control de pistas clandestinas.

### Control senderista de Tocache
En Tocache, los senderistas contaron con la ayuda de alias "Machi", quien envió a un emisario a los narcotraficantes de la zona para avisarles que Sendero Luminoso iba a entrar para ayudarlos a poner orden y desalojar a las fuerzas policiales, acto que la mayoría de los líderes narcotraficantes aceptaron. De esta forma, los senderistas consiguieron la autorización de cada organización de poner de tres a cuatro militantes en cada una de ellas para acompañarlos. Se formó una ronda en el pueblo con sicarios de cada una de las organizaciones siendo dirigidas por miembros de Sendero Luminoso para acciones de vigilancia y castigo. Para 1986, la frecuencia de los vuelos con droga desde Tocache aumentaron de manera significativa a la par que los senderistas recibían armamento de guerra procedente de Colombia. Para 1987, Sendero Luminoso controlaba de manera efectiva Tocache. En ese mismo año, se reorganizó las rondas sin sicarios, se estableció grupos armados con bastones de madera que patrullaban las calles, se creó el "Comité de Justicia Popular" y, ante su expansión en los diversos pueblos, se crearon los "Comités de Poder Popular Paralelo", conocidos también como "La Urbana", en pueblos controlados por las fuerzas armadas para labores de espionaje, cobro de cupos y asesinato selectivo.

### Caída de Tocache y guerra entre "Machi" y Sendero Luminoso
Sin embargo, para julio de 1987, paracaidistas policiales retomaron el control de Tocache en una operación denominada como "Relámpago", aunque tanto los senderistas como los narcotraficantes se habían replegado poco antes pasando a una labor clandestina a la par que la policía se instalaba en Tocache y Nuevo Progreso. Debido a ello, la importancia de Tocache decayó frente a Uchiza, donde se mantuvo con fuerza creciente hasta fines de dicha década. A la par, la relación entre los senderistas y alias "Machi" se fue resquebrajando debido a que, según versiones, los senderistas habían asesinado a la hija del líder narcotraficante o a toda la familia o a once trabajadores que confundieron como colaboradores del ejército o se debió a una disputa ocurrida debido al secuestro de un ganadero de Paraíso. A pesar de las diversas versiones, "Machi" le declaró la guerra a Sendero Luminoso y fue desde Paraíso hasta el Ramal de Aspuzana asesinando a cualquier persona que perteneciera a Sendero Luminoso llegando, para noviembre de 1987, a ser emboscado por las fuerzas senderistas en la entrada de Paraíso, donde "Machi" fue herido de bala. Posteriormente, "Machi" se refugió en un fortín en Paraíso desatándose un enfrentamiento que duró 24 horas escapando con ayuda de un helicóptero policial. Tras ello, el paradero de "Machi" es desconocido presumiéndose que fue asesinado por la policía. El enfrentamiento en Paraíso marcó el declive de dicho lugar, siendo abandonado por los narcotraficantes y quedando en manos de los senderistas.

### Alias "Wally"
Conforme los senderistas empezaron a entrar en zonas controladas por el MRTA, se desataron enfrentamientos entre ambas organizaciones, siendo el primero registrado en 1987. Debido a ello, los senderistas infiltraron a alias "Wally" en Juanjuí para, bajo la fachada de un sicario de una organización de narcotraficantes, empezara a realizar labores de espionaje. A pesar de las sospechas sobre "Wally", los emerretistas no lo asesinaron debido a que estaba bajo la firma de los narcotraficantes, sin embargo, asesinaron a alias "Chester", que estaba infiltrado en Dos de Mayo. Esto hizo que "Wally" se repliegue a Juanjuí, debido a que se encontraba en Saposoa, donde recibió la instrucción de infiltrarse en la estructura del MRTA, en donde fue captado tras realizar diversas acciones subversivas. Una vez dentro, los senderistas infiltrados como emerretistas empezaron a aniquilar a los emerretistas de la zona aunque enfrentaban la "alianza" que en ese entonces se había establecido entre los emerretistas y el ejército.

### Avance en Uchiza y repliegue senderista
En 1989, los senderistas empezaron una serie de acciones para ganar influencia en los grupos narcotraficantes que operaban en la zona urbana de Uchiza. Aunque los senderistas ejercían influencia en el campo desde la toma de Paraíso, tenían dificultades para establecer su presencia efectiva en la ciudad. Sin embargo, debido a disputas locales, el grupo del "Tío Carachupa" se reunió con los senderistas para proteger sus intereses frente a los grupos rivales. De esta forma, el senderista alias "Mancini" viajó de Aucayacu a Uchiza para reunirse con "Carachupa". De las reuniones, se pactó un documento con las especificaciones que se debían seguir los narcotraficantes para el tráfico de drogas. Este documento fue revelado posteriormente por Demetrio Chávez Peñaherrera, alias "Vaticano", detallando que las organizaciones debían pagar 15 000 dólares como "matrícula", siendo dicha "matrícula" repetida cada seis meses, además de 3 000 dólares por cada kilo de PBC. Alias "Vaticano" realizó el pago respectivo a los senderistas además de proporcionar diversos artículos. Para diciembre de dicho año, fue convocado en Pampayacu junto a otros, siendo asesinados los líderes narcotraficantes que no acudieron al llamado de Sendero Luminoso. Aquel año de 1989, sin embargo, la persecución a los Carteles de Medellín y Cali en Colombia hizo que el precio de la droga entrara en crisis debido a la disminución del transporte de droga al exterior y la acumulación de PBC con la respectiva saturación en el mercado local. Ante ello, los senderistas intentaron subir el valor de la droga forzando un alza de precio a través de paros armados, declarando precios mínimos de compra/venta y la prohibición de salida de droga del valle. Además, para imponer su dominio, los senderistas empezaron a aniquilar a los narcotraficantes y aliados lo que provocó que los narcotraficantes lo vieran como un enemigo, llegando a asesinar a Todd Smith, periodista estadounidense que realizaba una investigación sobre el tráfico de drogas en el Huallaga. Paralelamente, el ejército, al mando del general Alberto Arciniegas Huby, tras el ataque senderista a Uchiza, empezó a tomar diversas medidas minando la base de Sendero Luminoso, siendo entre éstas, el cese temporal de la erradicación de los cultivos de coca para enfocarse en los subversivos, la instalación de bases militares, la reanudación de las labores de inteligencia y el mejoramiento de la Carretera Marginal, lo que estableció el contacto más fluido con Tingo María. Ya para entonces, entre 1989 y 1990, la importancia de Uchiza como punto clave para la droga empezó a disminuir debido a, además de los esfuerzos de Arciniegas y las matanzas y presiones realizadas por los senderistas, la instalación de una base de la DEA, la interdicción aérea por parte de la Fuerza Aérea con apoyo del Comando Sur de los Estados Unidos y la difuminación del hongo Fusarium Oxysporum en los cultivos. Para 1990, la presencia del ejército había sido efectiva y las huestes senderistas se encontraban en retroceso disminuyendo su amenaza en las principales ciudades del Alto Huallaga y replegándose al Bajo Huallaga y Ucayali.

### Estrechamiento de relaciones entre el narcotráfico y el MRTA
Aunque en un principio los emerretistas amenazaron, y ajusticiaron, a los que tuvieran relación con el tráfico de drogas, la paulatina importancia del cultivo de coca hizo que empezaran a cobrar cupos para financiamiento de sus actividades. Para 1990, en la zona de Dos de Mayo, existían dos pistas clandestinas controladas por narcotraficantes colombianos que proporcionaban recursos a los emerretistas para que el negocio no sea interferido por ellos. En septiembre del mismo año, en el III Comité Central de Unidad, donde los cuadros del MRTA encabezados por Víctor Polay Campos se imponen a las fuerzas del MIR-VR y el MIR-EM hasta llegar a imponer su línea de acción estratégica, se decidió cobrar cupos a los vuelos que transportaban drogas en la zonas controladas por los emerretistas, ejecutándose dicha medida a partir de noviembre de 1990. Las pistas clandestinas empezaron a funcionar previo trato entre los narcotraficantes y los emerretistas recibiendo el MRTA 5 000 dólares por cada vuelo.

### "Vaticano" en Campanilla
Tras romper con Sendero Luminoso y huir de Uchiza, alias "Vaticano" se trasladó a Campanilla, donde erigió su centro de operaciones. Debido al control que ejercía, diversas organizaciones narcotraficantes se aliaron con senderistas para tomar el control del lugar. Esto llevó a que "Vaticano" creara un grupo de sicarios en 1992, incluyendo a miembros emerretistas como particulares, para frenar las incursiones de Sendero Luminoso. Tras asegurar su dominio, "Vaticano" no dejó ejercer poder tanto a Sendero Luminoso como al MRTA en su zona.

## Operaciones en Ucayali

### Incursión senderista en Padre Abad
A finales de la década de 1980, el narcotráfico fue desplazado del valle del Huallaga hacia Ucayali debido al accionar del Estado. En dichos años, el crecimiento del cultivo de hoja de coca en Ucayali había aumentado, lo que motivó que el Estado realizara accionara para frenar su crecimiento originando fricciones con los productores de coca, cuyo poder social había aumentado. En un inicio, Sendero Luminoso consideró a Ucayali como una zona de escondite y descanso para sus militantes, sin embargo, debido al asentamiento progresivo de narcotraficantes en dicha región, los senderistas desplegaron dos etapas de acción para hacer efectiva su presencia en la zona. En una primera etapa, desde 1984 a 1987, los senderistas se establecieron de forma clandestina en la provincia de Padre Abad. Para llevara delante esta acción, los senderistas que eran profesores empezaron a infiltrarse en diversas organizaciones haciendo uso de su condición para animar a los productores de coca a defender de forma irrestricta el cultivo de la misma. En una segunda etapa, desde 1988 a 1992, Sendero Luminoso asumió la línea de la "defensa de la coca", atacando personas o instituciones dedicadas a la erradicación del cultivo de hoja de coca y a los que proponían cultivos alternativos. De esta forma, realizaron incursiones armadas en caseríos, realizaron ejecuciones mediante "juicio popular" y convocaron paros constantes controlando diversos tramos de la ruta entre Pucallpa y Tingo María, logrando conformar alianzas con los agricultores cocaleros para controlar la venta y compra de la hoja de coca y de PBC. Además, los senderistas dispusieron de una serie de normativas que la población en las zonas que controlaban debían seguir, rigiéndose todo a través del Partido: vigilancia del trabajo y la producción del cultivo de coca, control en la ingesta de bebidas alcohólicas, potestad para unir en matrimonio a las parejas y el castigo a adúlteros, homosexuales, prostitutas, ladrones, etc.; al igual que la conformación de sus bases (aunque dependientes del Comité Regional del Alto Huallaga), de "escuelas populares" para el adoctrinamiento de la población, la captación de militantes, de forma voluntaria o forzada, para las filas del Ejército Guerrillero Popular y la formación de "La Urbana" para realizar labores de inteligencia y propaganda en Aguaytía, capital de la provincia de Padre Abad. Tras lograr el control del negocio de la droga en Padre Abad, los senderistas se desplegaron a la provincia de Coronel Portillo, ingresando a través del Río Ucayali a mediados de 1989. Sin embargo, para 1991, los senderistas empezaron a replegarse debido al accionar de la marina.

### Intentos del MRTA  en Ucayali
Entre 1990 y 1993, los emerretistas tenían escaso apoyo logístico causando el abandono de los contingentes militares, esto debido a diversos factores dentro de la organización subversiva. Ante ello, los emerretistas incrementaron el cobro de cupos. Aunque realizaron acciones para tener vínculos con los narcotraficantes de Ucayali, no lograron obtener un vínculo estrecho debido al control de los senderistas sobre Aguaytía.

### Incursión senderista en Coronel Portillo
El avance de los senderistas en Coronel Portillo fue dificultoso debido al terreno. En Iparia, los senderistas incendiaron locales públicos y obligaron a la población a sembrar coca siendo la cosecha repartida en 50% para el Partido y 50% para el agricultor, pero la población no aceptó. Otra de las localidades incursionadas fue Masisea, sin lograr el control efectivo del lugar. A pesar de ello, lograron conformar comités en los caseríos ubicados en los márgenes del Río Tamaya y de los ríos Suaya, Butsaya y Noaya, entre finales de 1989 e inicios de 1990. Los comités de Panuco y Vinuncuro cobraron importancia al ser la puerta de entrada a Imiria y a las zonas de producción de coca. Los senderistas empezaron a cobrar cupos en las zonas dominadas y obligar a los campesinos a cosechar 2 hectáreas, siendo una hectárea de coca para el Partido y la otra a elección del agricultor. Aunque los senderistas intentaron obtener el apoyo de los cashibo, éstos los rechazaron ya que no se dedicaban a dicha actividad (aunque se detectaron casos de cashibos que trabajaron como peones en las zonas cocaleras o sembraban coca fuera de las áreas comunales, siendo dicha actividad abandonada a partir de la incursión de las fuerzas armadas y los senderistas). De igual forma, los shipibo-conibo no se unieron a los pedidos de los senderistas en la producción de coca. Para 1993, el accionar de las fuerzas estatales hizo disminuir la producción de droga en la zona.